# Medalles del Cercle d'Escriptors Cinematogràfics de 1977
La cerimònia de lliurament de les medalles del Cercle d'Escriptors Cinematogràfics de 1977 va tenir lloc en 1978 en Madrid. Va ser el trenta-tresè lliurament de aquestes medalles, atorgades per primera vegada trenta-dos anys abans pel Cercle d'Escriptors Cinematogràfics (CEC). Els premis tenien per finalitat distingir als professionals del cinema espanyol pel seu treball durant l'any 1977.
A conseqüència de la crisi que venien travessant els premis del CEC, el nombre de medalles va disminuir a nou, cinc menys que en l'edició anterior. En aquesta ocasió tots els premis van ser destinats al cinema espanyol. Les triomfadores de l'esdeveniment van ser A un dios desconocido i Tigres de papel, amb tres medalles cadascuna.

## Llista de medalles
| Categoria                    | Premiat                        | Labor premiada        |
| ---------------------------- | ------------------------------ | --------------------- |
| Millor pel·lícula            | A un dios desconocido          | Pel·lícula            |
| Millor director              | Carlos Saura                   | Elisa, vida mía       |
| Millor actriu protagonista   | Esperanza Roy                  | Carne apaleada        |
| Millor actor protagonista    | Joaquín Hinojosa               | Tigres de papel       |
| Millor actriu de repartiment | María Rosa Salgado             | A un dios desconocido |
| Millor actor de repartiment  | Xabier Elorriaga               | A un dios desconocido |
| Millor fotografia            | Luis Cuadrado                  | Labor de conjunt      |
| Millor guió                  | Fernando Colomo                | Tigres de papel       |
| Premi revelació              | Fernando Colomo Miguel Arribas | Tigres de papel       |